# Ирод Халкидский
И́род Халки́дский или И́род V (ивр. הורדוס‎) (9/4 до н. э. — 48) — идумеянин, сын Аристобула IV, иудейского принца. Царь Иудеи (44—48 годы н. э.).
Взошёл на престол после смерти Агриппы I, после смерти Ирода начал править Агриппа II. Был женат на двоюродной сестре Мариамне, а затем — на племяннице Беренике. Аристобул Халкидский — сын от первого брака, Береникиан и Гиркан — сыновья от второго брака.